# Восточная ярмарка (Львов)

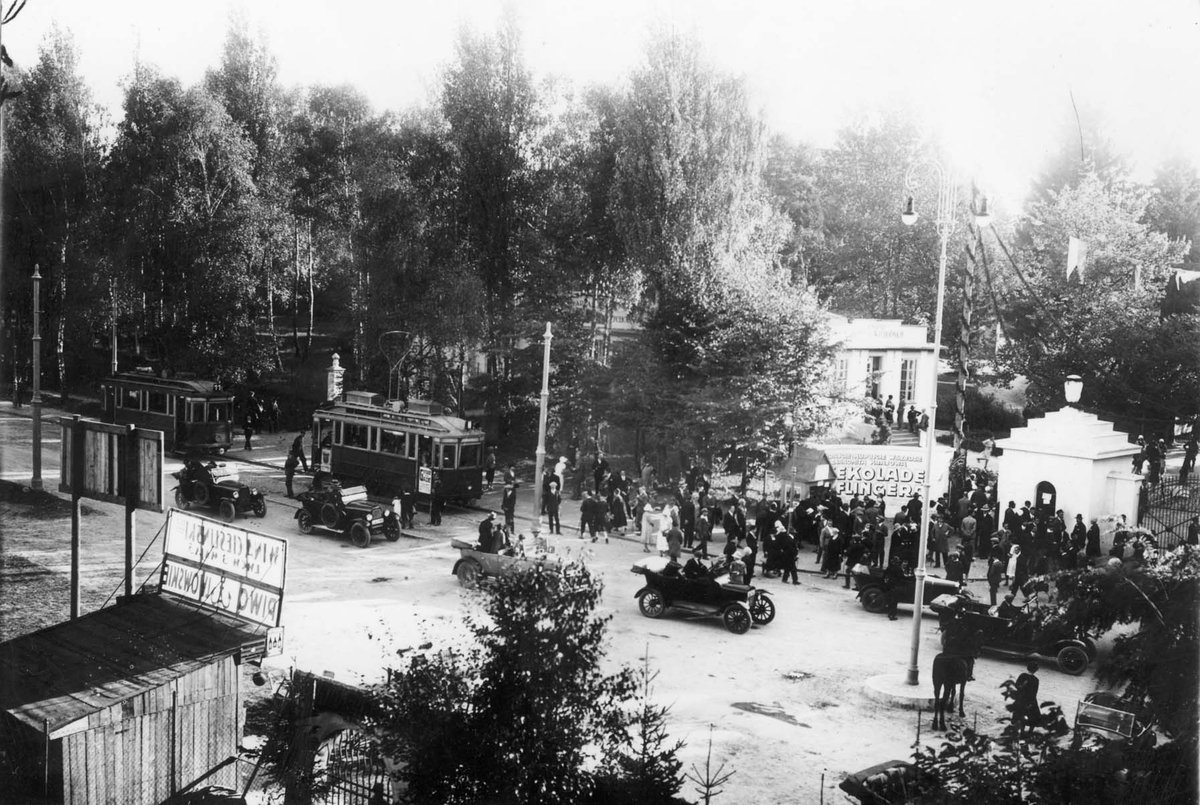
Восточная ярмарка (Targi Wschodnie), главный вход

Восточная ярмарка (пол. Targi Wschodnie) — крупная промышленная выставка в межвоенной Польше.

## История
Восточная ярмарка была организована во Львове в 1921 году, сразу после окончания там военных действий, с целью содействия налаживания новых деловых партнёрских отношений как внутри самой Польши, так и с другими странами, в том числе с Румынией, Венгрией и Советским Союзом. Удачное географическое расположение Львова рядом с границами с несколькими странами позволило ему занять важное место в развитии внешней торговли и содействии экономическому процветанию Польши.
Восточная ярмарка проводилась в одном из красивейших парков Львова — Стрыйском (пол. Park Stryjski), где во время Всеобщей национальной выставки 1894 года была представлена знаменитая Рацлавицкая панорама, рядом с недавно возведённым Дворцом искусств (ныне крытый бассейн). Около 130 новых павильонов были построены к 1921 году по проектам Евгения Червинского и Альфреда Захаревича. До вторжения в Польшу 1939 года ярмарка проводилась ежегодно (всего 18 раз).

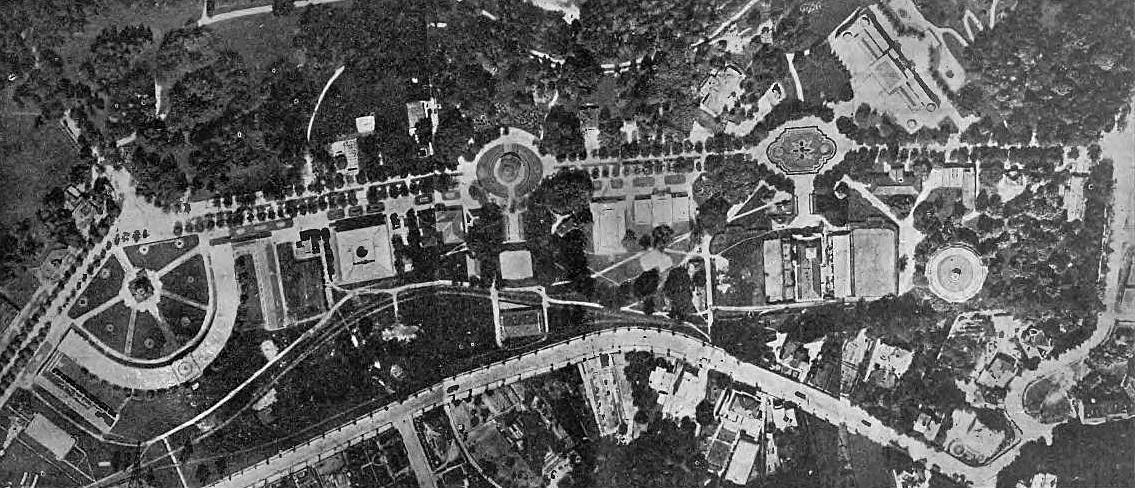
Вид с воздуха на Восточную ярмарку (1936 год)

Церемония открытия первой Восточной ярмарки, состоявшаяся 25 сентября 1921 года, была омрачена неудавшейся попыткой украинского активиста Степана Федака убить главу польского государства Юзефа Пилсудского. Он сумел увернуться от пуль, но ранения получил глава Львовского воеводства Казимеж Грабовский.
В 1928 году на ярмарке было представлено около 1600 предприятий, около 400 из которых были иностранными. Тогда же её посетили около 150 000 человек. Выставочная площадь ярмарки составила около 220 000 м² с 46 павильонами и другими зданиями, включая около 15 000 м² выставочных пространств под открытым небом.
Восточная ярмарка имела собственную железнодорожную ветку с грузовой станцией и складами, таможней, телефонной станцией и почтовым отделением, а также трамвайное сообщение с городом. Последняя Восточная ярмарка была проведена в 1938 году. Следующая должна была пройти в период со 2 по 12 сентября 1939 года, но была свёрнута из-за немецкого вторжения в Польшу.